# Untereggen
Untereggen é uma comuna da Suíça, no Cantão São Galo, com cerca de 1.008 habitantes. Estende-se por uma área de 7,12 km², de densidade populacional de 142 hab/km². Confina com as seguintes comunas: Eggersriet, Goldach, Mörschwil, Rorschacherberg, San Gallo (Sankt Gallen).
A língua oficial nesta comuna é o Alemão.